# Roabă

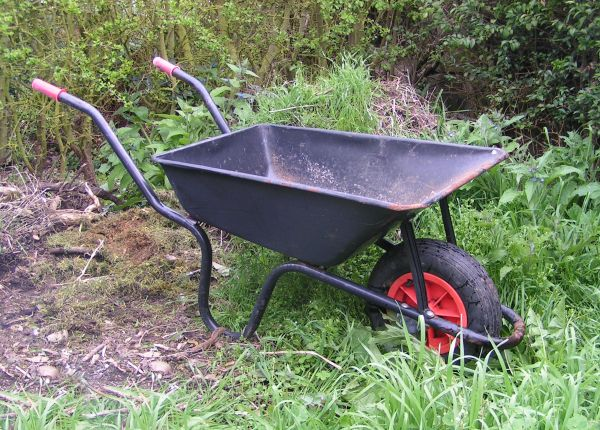
O roabă.

O roabă (popular tărăboanță) este un instrument ce permite transportul obiectelor grele și voluminoase sau materialelor lichide pe distanțe scurte. Acest instrument este folosit în ferme mici, în grădinărit și în construcții, pentru transportul de ciment, mortar, cărămizi sau alte materiale.

## Istoric

### Grecia antică
Nu este încă clar unde și când a fost inventată roaba, dar există mai multe teorii ce văd prima apariție ale acestui instrument în Grecia antică, în jurul anului 400 î.Hr., iar apoi a fost folosit și de romani.

### China

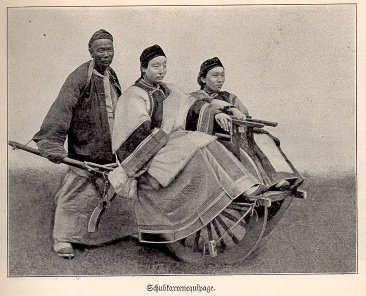
Veche roabă chineză

O altă teorie presupune că roaba a fost inventată în China în jurul anului 100 î.Hr.  În Imperiul Chinei, deja în secolul al II-lea, au fost folosite roabe cu două roți pentru a transporta răniți. Acestea au fost inventate de Chuko Liang (181-234).

### Evul mediu

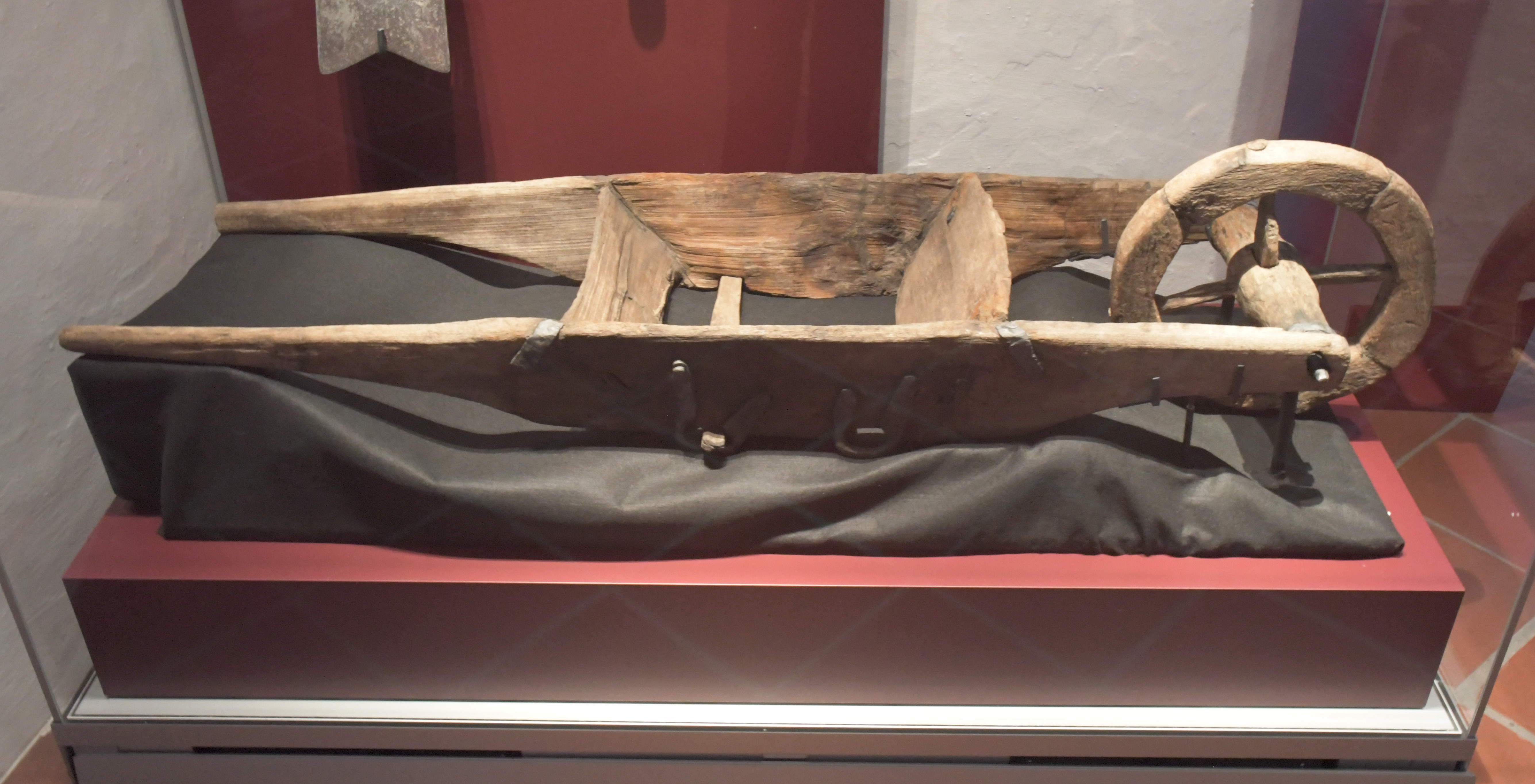
Cea mai veche roabă supraviețuită din Europa, din Ingolstadt, cca. 1537

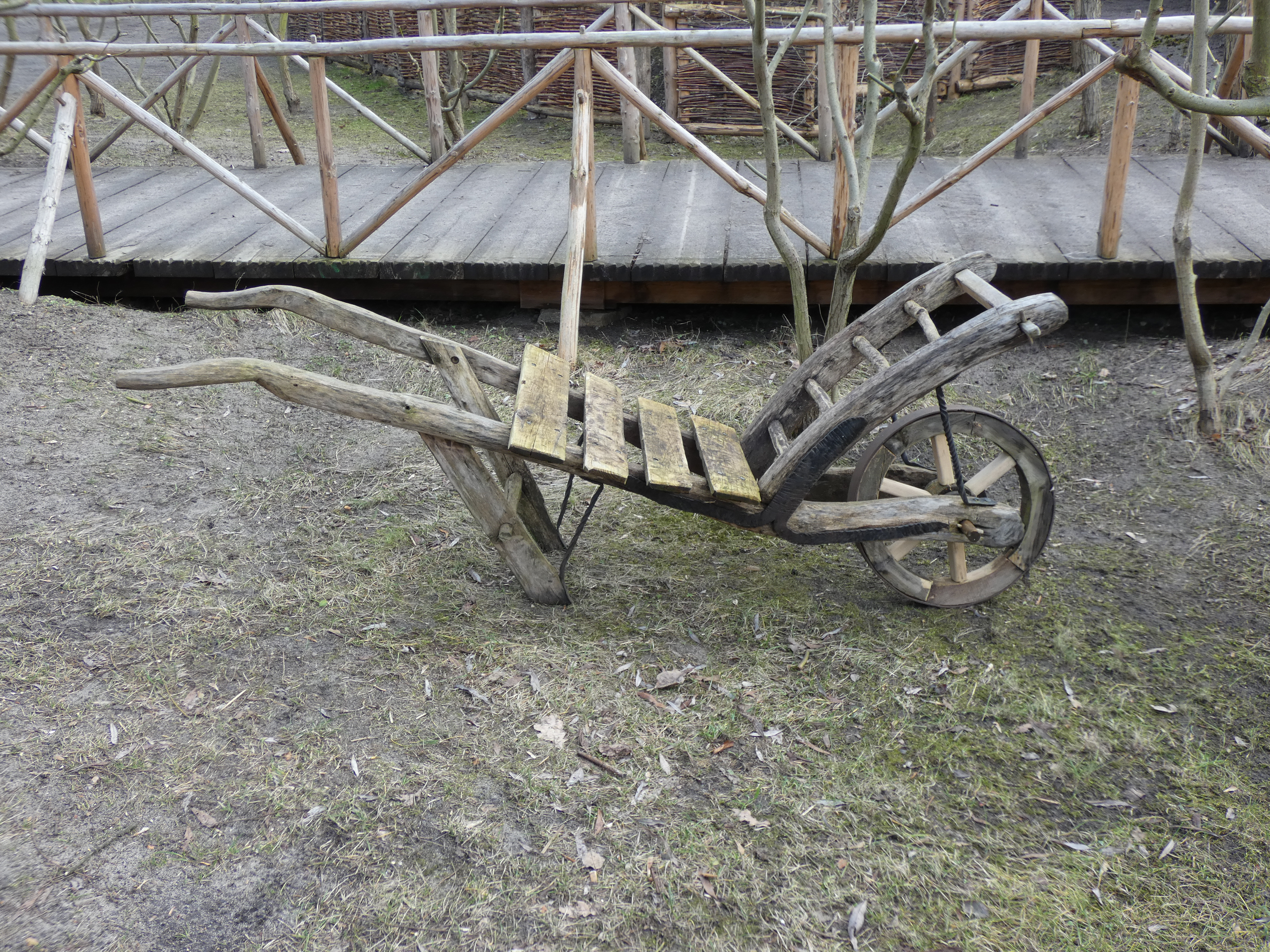
Replica unei roabe medievale, Slawendorf Brandenburg an der Havel

Roaba a apărut în Europa medievală între 1170 și 1250. Spre deosebire de roabele din China, ale căror roți erau situate central sub suprafața de transport, roaba din Evul Mediu avea roata în mod constant în față sau aproape în față. Cele mai vechi roabe din Europa centrală au fost găsite în 2014 și 2017 în timpul săpăturilor arheologice din Ingolstadt. Datele de tăiere ale copacilor care alcătuiesc scândurile roabelor, ar putea data dendrocronologic pentru o roabe în anul 1537, iar pentru cealaltă în anii 1530.
Imaginile vechi indică faptul că roaba europeană a evoluat de la targă, la suportul frontal înlocuit cu roata. Acest lucru ar explica, de asemenea, contenitorul și o construcție complet diferită de roaba chineză.
O legendă mai spune că Leonardo da Vinci ar fi inventat-o, văzând cu ce dificultate unii lucrători transportau niște greutăți.

### Epoca modernă

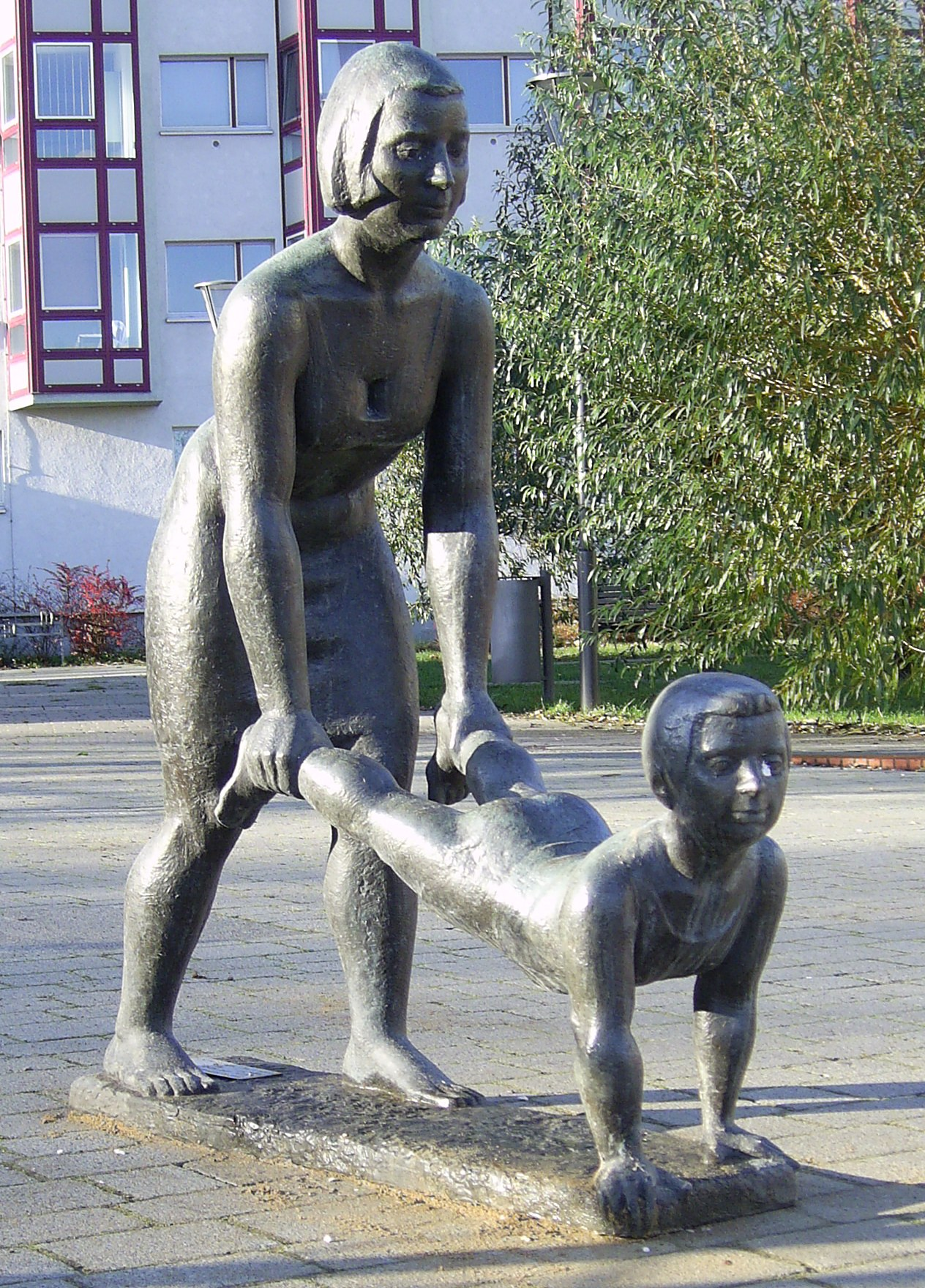
Roabă, Frankfurt

Roabele în Europa sunt, de obicei, până la sfârșitul secolului al XIX-lea făcute din lemn, dar încă din 1822 erau în Anglia roabe din fier. În jurul anilor 1950, există roabe cu anvelope pneumatice și contenitorul într-o singură bucată.

## Componente
Din punct de vedere tehnic, roaba este o pârghie de tipul II.
De obicei o roabă este compusă de:

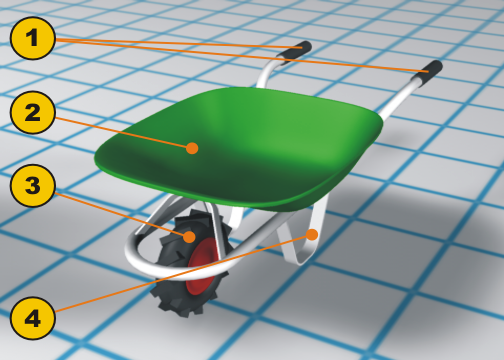
Componentele roabei:
1) Mânerele
2) Contenitorul
3) Roata
4) Picioarele

- O roată centrală sau două roți laterale, de obicei cauciucate
- Două mânere, care sunt extensia arborilor conectați la axul roții.
- Două picioare, care permit roabei stabilitate când este lăsată.
- Un container, unde se pun obiectele ce necesită transportul. Contenitorul se sprijină pe un chenar și poate fi realizat din plastic sau din oțel, pentru a asigura o rezistență sporită la impact ș lai presiune. Mai demult era făcută din scânduri din lemn.

## Legături externe
- The Wheelbarrow Arhivat în 10 ianuarie 2006, la Wayback Machine., The Medieval Technology Pages.
- How to Downsize a Transport Network: The Chinese Wheelbarrow, Low-Tech Magazine.